# Zianigo
Zianigo è una frazione della Città di Mirano, nella città metropolitana di Venezia, in Veneto.

## Geografia fisica
Zianigo appartiene alla città di Mirano, in provincia di Venezia, nella regione del Veneto.
Si trova ad ovest del capoluogo miranese, a 3,6 km, all'estremità orientale del graticolato romano (l'area a nordest di Padova con evidenti tracce dell'antica centuriazione). Il principale corso d'acqua è il Muson Vecchio, a nord; vanno ricordati anche il rio Balzana e il rio Veternigo.

## Origini del nome
Il toponimo, anticamente Zulianigo, sembra essere un prediale derivato dal personale latino Iulianus. - il nome Zianigo è di sicura derivazione latina, Julianicus, come il Reschigliano viene da Orestilius, o forse Orestiniamus. Dunque, Julianus doveva essere il nome del proprietario che ha dato il nome al vicus, cioè  al villaggio, attinente alle sue terre. Ancora più del nome sono testimonianze dell'origine latina di Zianigo i significativi reperti archeologici, trovati nei campi ad esso adiacenti, le tracce di una villa romana nei pressi del decumano e la sua ubicazione all'interno del "graticolato" romano. Questi elementi sono più che sufficienti per farci ritenere che Julianicus facesse parte di un territorio agreste romanizzato, già fin dai primi secoli dell'era cristiana.

## Monumenti e luoghi d'interesse

### Chiesa arcipretale
L'edificio più importante è la chiesa Arcipretale dedicata alla Natività di Maria: di origine quattrocentesca (1440). Entrando nella storia particolare della parrocchia di Zianigo, la prima documentazione certa della sua antica costituzione risale alla bolla di papa Eugenio III del 3 maggio 1152. Tra le pievi dipendenti della diocesi di Treviso, il papa nomina anche la "Plebem S. Mariae de Zulianico cum pertinentiis suis". L'antichità è provata anche dal fatto che il parroco Engefrido partecipò nel 1199 alla elezione del vescovo di Treviso, Ambrogio, in rappresentanza dell'arciprete di Mestre. Da altra documentazione risulta che la pieve, risaliva certamente a prima del mille, in quanto era dedicata "ab immemorabili" al culto di Maria, come già aveva raccomandato il Concilio di Efeso nel 431. Durante il parroccato di Luigi Tempesta, la chiesa diede segni di cedimento a causa del cimitero e delle tombe scavate vicino ai suoi muri perimetrali; si dovettero perciò abbattere le due navate laterali e per fortuna non fu compromesso l'affresco sul soffitto che il Giandomenico Tiepolo aveva appena terminato (1799). Questi furono anni molto difficili per Zianigo, perché il governo napoleonico continuò  ad incamerare i beni ecclesiastici nel 1807 e successivamente. Nonostante ciò, il parroco continuò i lavori di ristrutturazione della chiesa con un'unica navata e cinque altari: l'altare maggiore del Santissimo Sacramento e gli altari del Rosario, dell'Immacolata, di San Francesco di Paola e del Crocifisso addossati alle pareti. La chiesa fu riconsacrata la quarta domenica di luglio del 1810 con i solenni riti richiesti dalla liturgia. Al tempo della dominazione asburgica, il Tempesta morì nel 1830 e gli successe don Carlo Longo (1830-1850); in questa epoca i parroci erano anche incaricati civili del governo austriaco e avevano diversi compiti secolari come la tenuta dell'anagrafe battesimale che era anche civile. L'ultimo lavoro del parroco Semenzin, prima di essere trasferito a Mirano, fu l'altare della Madonna, la cui immagine riporta la data dell'anno santo giubilare 1900 e la chiesa fu proclamata santuario mariano da Papa Leone XIII. Il 27 luglio 1917 la comunità di Zianigo, affinché la guerra finisse presto, fece il voto dell'ampliamento della chiesa con la costruzione delle cappelle laterali del Sacro Cuore e di Sant'Antonio. Nel 1923 si pose la prima pietra per la costruzione delle cappelle laterali, per mantenere fede al voto. L'opera fu affidata all'architetto trevigiano Antonio Beni.
All'interno della chiesa sono conservate importanti pitture:
La Vergine in trono con il Bambino e i santi Sebastiano e Pietro, Giovanni Battista e Rocco - opera del 1518 di Giovanni Mansueti (Venezia 1470 - 1527 ca.) - che ora è posta nella cappella del Sacro Cuore sulla parete sud, ma che prima era collocata sull'altare maggiore.
La pala di San Francesco di Paola e altri santi che Giandomenico Tiepolo (Venezia 1727-1804) dipinse a Zianigo, dove aveva scelto di vivere nella villa a lui cara e nel paese in cui era stato eletto massaro della fabbriceria, prima del 1777-78, anni in cui la pala viene segnalata sull'altare intitolato a questo santo. La pala è posta nella cappella di Sant'Antonio, sulla parete ovest, in posizione speculare rispetto a quella del Mansueti.
Un'altra opera, situata nella cappella del Sacro Cuore, in alto sul portale, è la pala di piccole dimensioni che proviene dell'Oratorio Contarini ed era prima collocata in sacrestia. La pala rappresenta la Madonna con il Bambino che appare a sant'Antonio, alla presenza di San Giuseppe e di un'altra Santa. La sua attribuzione a Gian Battista o a Gian Domenico Tiepolo, è incerta, ma si tratta di un autore con notevoli capacità espressive.
Un'altra tela, di modeste dimensioni, è quella di Lattanzio Querena (Clusone 1768 - Venezia 1853), di scuola tiepolesca, che rappresenta Cristo Crocifisso tra la Vergine Addolorata e san Giovanni
Sull'altare maggiore è posta un'altra tela, attribuita a Lattanzio Querena, ripresa nel 1849 da Alessandro Revera (Castelfranco Veneto 1813 - Venezia 1895), con L'Immacolata tra i santi Giuseppe e Antonio da Padova.
Sul soffitto, contornato da una cornice mistilinea in stucco, campeggia l'affresco di Giandomenico Tiepolo che raffigura L'Esaltazione della nascita della Vergine. L'opera datata 1799 fu oggetto di restauro effettuato nel 1903 dal prof. Linzi e/o Ugo Collavo.

In controfacciata si volle costruire l'organo settecentesco con uno più grande. Il 14 settembre 1895 vi fu un doppio collaudo, effettuato da don Lorenzo Perosi, allora diacono e direttore della Cappella Marciana, e dal maestro Oreste Ravanello della Basilica del Santo di Padova. A causa della caduta della facciata nel 1902 l'organo subì dei danni e venne restaurato tra il 1908 e il 1912. Negli anni successivi è stato oggetto di diversi restauri e l'ultimo intervento è stato effettuato dal Michielotto nel 2012.

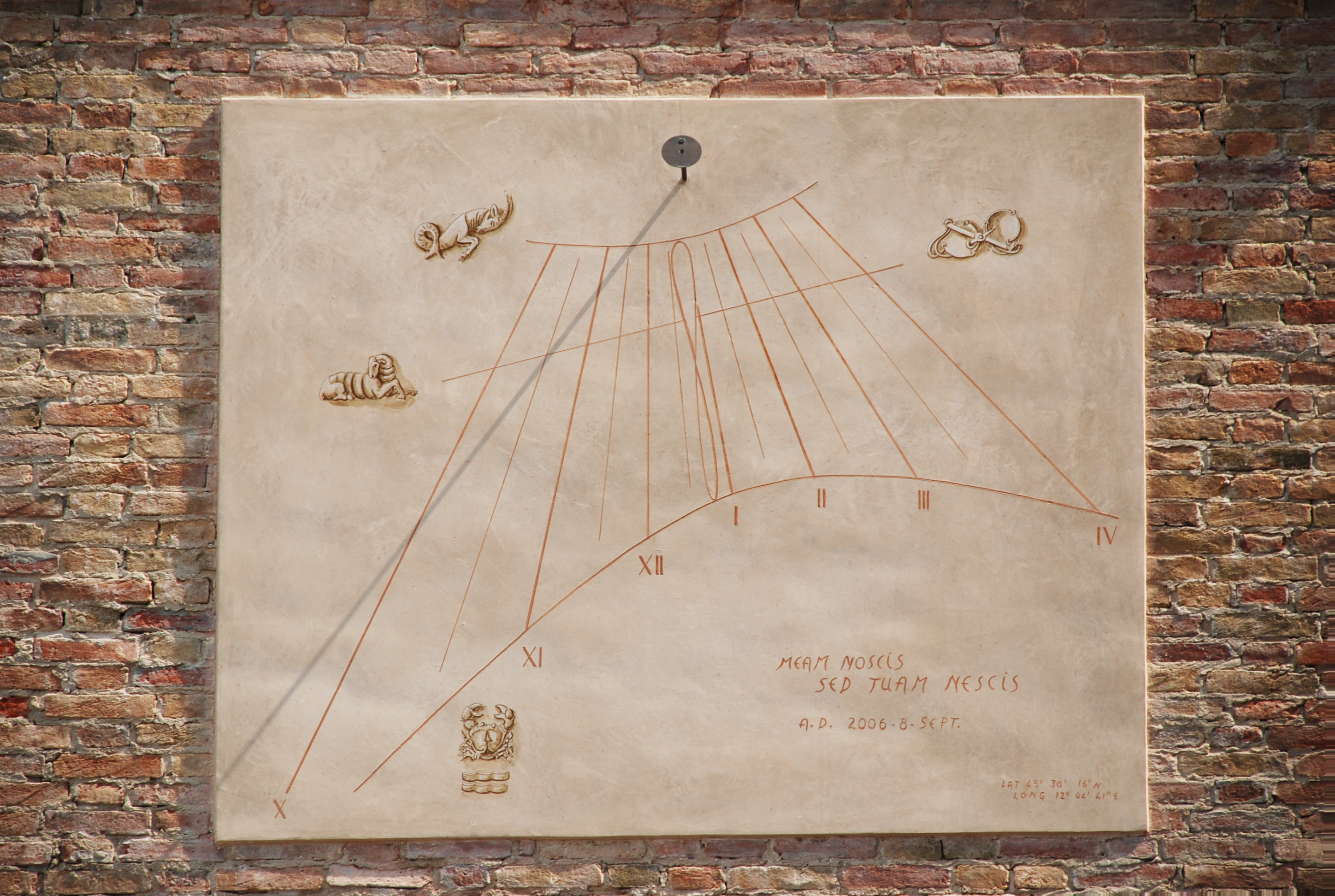
Meridiana visibile sulla parete sud della chiesa arcipretale di Zianigo.

Il campanile adiacente è stato ricavato da un'antica torre, già parte di un più ampio complesso fortificato costruito dai Carraresi di Padova, sotto la cui Signoria si trovava il paese nel XIV secolo. Sotto uno degli archetti pensili della torre è ancora visibile il carro rosso affrescato, stemma della famiglia principesca. Nel 1558 l'altezza dell'edificio venne più che raddoppiata e fu adattato a campanile, per volontà del pievano Gerolamo Superchio. Restano tracce della precedente funzione, sia in alcuni stemmi nobiliari con figure di animali che si trovano sotto gli archetti pensili, sia in un'antica iscrizione, che testimonia la trasformazione della torre. Questa, che si trova nella parte alta e centrale della torre, dice: "Turrim hanc a Carrariensibus olim fundatam Hierom. Superchius, Eques Hierosolymitanus, partim fabricae, partim aere Eccl. Ad hanc altitudinem perduxit. An 1508". L'iscrizione attribuisce, quindi, la fondazione della torre ai Carraresi, la trasformazione al parroco Superchio, che era Cavaliere di Gerusalemme e precisa la provenienza dei finanziamenti.
Il campanile è composto da 4 campane: due grandi e due piccole-medie; ben visibile il campanone.

### Località Castelliviero
Zona rurale che si estende a nord del centro, presso la riva destra del torrente Muson Vecchio. Pur compresa nel territorio di Zianigo, è da sempre legata a Salzano e tuttora fa parte della sua parrocchia.
È un luogo di un certo interesse storico in quanto, come suggerisce lo stesso toponimo, fu sede di un fortilizio che la tradizione vorrebbe di origini romane, innalzato dal generale Oliverius in difesa del decumano massimo del graticolato (l'attuale via Desman). L'ultima notizia sul castello è contenuta nella pace di Torino del 1381, con cui, tra l'altro, si impose ai Veneziani la restituzione della bastita castrum Alveri ai Carraresi.
Del complesso oggi resta nulla, ma si è ipotizzato che l'unico edificio degno di nota della zona, villa Romanin Jacur detta "Palazzon", sia stato costruito nel Cinquecento sui suoi resti. Inoltre, le tracce di un paleoalveo del Muson dimostrano come in origine il fiume scorresse più a sud, lambendo, forse, le mura della fortezza.

### Monumento ai caduti e alzabandiera
Il monumento, da poco spostato nella piazza G. D. Tiepolo, risale al 1921.
Un comitato composto da reduci di guerra e dal parroco scelse la bozza dei marmisti Piovesan. Sono riportate le iscrizioni di 35 soldati caduti e 8 dispersi.
L'alzabandiera, costruito anch'esso nel 1921, fu poi trasportato in piazzetta San Giuseppe nel 1958 e ora trasportato vicino al monumento dei caduti.

### Ville venete
- Villa Adante, Andreatta, Dalle Fratte
- Villa Tibani, Algarotti, Lanza, Biasuzzi
- Villa Marini, Angeloni, Bianchini
- Barchessa di villa Brancaleone
- Villa Seguso, Cogo, Piarotto
- Adiacenze di villa Del Ferro, Scarpazza, Dissegna
- Villa Grisoldi, Erizzo, Bovo
- Villa Marioni, Pasqualetto - Carraro
- Villa Sacerdoti, Rossi, Monico
- Villa Morosini, Pisani, Jacur, detta "Palazzon"
- Villa Vlastò, Concina, Sbrogiò
- Villa Scabello, Macchi, Volpato
- Villa Tiepolo, Duodo, Nalon, Grande
- Villa Venier, Trevisan, Saccon, Soranzo-Perale
- Villa Fabiano, Mion
- Villa Diedo, Pegoraro
- Villa Marini, Brancaleone, Zamengo
- Villa Contarini, Verdi, Fassina
- Villa Marioni, Antolini, Spolaor
- Villa Nani Mocenigo, Cazzin, Zampieri
- Villa Saler, Barbato, Moruzzi
- Villa Gottardello

## Cultura e attività
La cultura Zianighese è poco conosciuta e le tradizioni del paese sono sempre rimaste isolate all'interno dei confini della frazione.
Alcune feste che si posso nominare sono l'annuale "Andar per Erbe" oppure la Festa Patronale. 
La Frazione di Zianigo possiede anche una squadra di calcio, lo Zianigo Calcio 1972. 

### Eventi
- Sagra della Natività della Beata Vergine Maria l'8 settembre. La devozione alla Madonna nacque a Zianigo e si sviluppò fin dal nascere della nostra “vetusta pieve matrice”. La nostra chiesa venne subito posta sotto il patrocinio nella Natività di Maria, e Zianigo amò la Madonna dedicandole celebrazioni solenni ogni 8 settembre. A lei il popolo ricorreva in cerca di sostegno e conforto nelle difficoltà personali e nelle calamità che devastavano il territorio. Già nel 1490 sappiamo che una fiorente associazione mariana portava in processione un prezioso vessillo della Beata Vergine. Il ‘600 fu un secolo di fame, di miseria e di pestilenza, il popolo estremamente povero pensò ad una festa votiva e i fedeli invocarono la protezione della Vergine. La fede fu tanto viva che nel 1679 a Zianigo avvennero guarigioni miracolose per intercessione della Madonna della Cintura (capitello presso l’asilo) e il 22 agosto di ogni anno veniva consacrato alla Vergine. Nel 1893 il colera mieteva vittime e Zianigo si rivolse a Maria con voti e preghiere. Nel 1900 don Luigi Semenzin si recava a Roma, con un gruppo di pellegrini di Zianigo, per far benedire dal pontefice Leone XIII, la nuova statua raffigurante Nostra Signora del Sacro Cuore di Gesù, che un anno dopo veniva collocata in chiesa, sull’altare del Rosario. Nel 1950 si iniziarono i lavori di abbellimento dell’altare, quale ringraziamento a Maria perché la fede non s’era spenta nei duri anni del dopoguerra. L’evento richiamò fedeli di altri paesi, tutti parteciparono alla processione per le vie del paese. Negli anni che seguirono mai mancò, in questa tradizione, il popolo numeroso e i fedeli partecipavano anche per chiedere “grazie” a Maria. Le case, le vie e la piazza adorne per accogliere l’immagine di Maria, attorniata da bambini vestiti di bianco, è posta su un carro trainato da sei cavalli bianchi. Il percorso non era breve “oltre due chilometri nel quadrato delle quattro strade”, così definito, seguivano i fedeli che alternavano alle preghiere canti e inni. Negli anni che seguirono, pur rimanendo viva la festa patronale, cambiò il percorso che si ridusse; per un po’ sparirono i cavalli bianchi non più reperibili e furono sostituiti dalla “tecnologia”: un camion trasportava il carro con la statua di Maria. Alla festa liturgica si affiancò la sagra paesana che con giostre, pranzi e balli contribuiva a richiamare in piazza i Zianighesi in una festa che è di tutti e per tutti. Anche la sagra paesana contribuì ad alimentare l’aggregazione fra i gruppi che, pur lavorando per obiettivi diversi, si trovavano gomito a gomito per la realizzazione della festa patronale. Da parecchi anni ormai siamo tornati alla tradizionale processione che porta la statua della Madonna, insieme agli angioletti (bambini vestiti da angeli) per le vie del paese, su di un carro trainato da quattro cavalli.

## Infrastrutture e trasporti

### Mobilità urbana
Zianigo è coperta a livello di trasporto pubblico su strada dall'azienda ACTV, mediante la linea 3E: Borgoricco per Sant'Angelo.
Nel periodo scolastico, la linea 3E prosegue per San M. d. Badesse; inoltre ci sono autobus che partono da Scorzè-Moniego-Briana-Stigliano-tre ponti-Veternigo-Zianigo-Mirano. Inoltre, a Zianigo, presso l'intersezione tra via Varotara e via Cavin di Sala, si trova una fermata del bus per Padova della Sita.